# دلدول (ادرار)
دلدول (به عربی: دلدول) یک شهرداری در الجزایر است که در ناحیه أوقروت واقع شده‌است و ۸٬۶۴۷ نفر جمعیت دارد و ۲۴۳ متر بالاتر از سطح دریا واقع شده‌است.